# Ландышевка (Ленинградская область)
Ландышевка (до 1948 года Ала Кирьола, фин. Ala Kirjola) — посёлок в Советском городском поселении Выборгского района Ленинградской области.

## Название
Финское название деревни происходит от фамилии её основателей по фамилии Кирьонен и переводится как «Нижняя Кирьола».
По решению исполкома Роккальского сельсовета от 20 сентября 1947 года деревня Кирьола получила наименование деревня Липовка. Полгода спустя, деревня вторично была переименована в Ландышевку. Переименование в обоих случаях было обосновано «природными условиями».
Переименование было закреплено указом Президиума ВС РСФСР от 13 января 1949 года.

## История
История деревни восходит к XVI веку. С тех пор в ней жили представители древнего рода Кирьонен, давшие имя этой деревне.

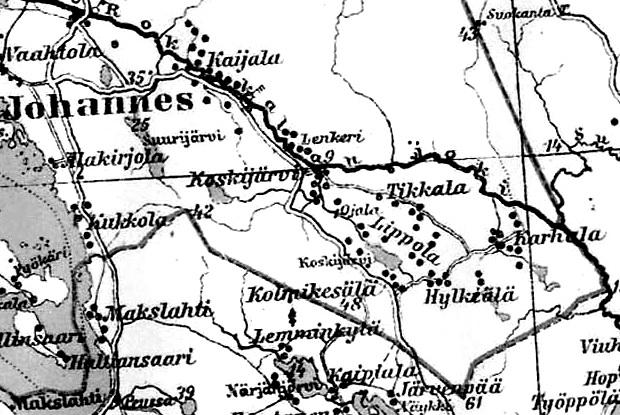
Деревня Ала Кирьола на финской карте 1923 года

До 1939 года деревня Ала Кирьола входила в состав волости Йоханнес Выборгской губернии Финляндской республики.
С 1 января 1940 года по 31 октября 1944 года — в составе Карело-Финской ССР.
С 1 июля 1941 года по 31 мая 1944 года — финская оккупация.
С 1 ноября 1944 года — в составе Роккальского сельсовета Выборгского района Ленинградской области. В деревне было организовано подсобное хозяйство Военторга.
С 1 октября 1948 года — в составе Токревского сельсовета.
С 1 января 1949 года деревня Ала Кирьола учитывается административными данными как деревня Ландышевка. В ходе укрупнения хозяйстве к деревне была присоединена соседняя деревня Куккола, которая накануне войны насчитывала около 250 жителей.
В 1958 году население деревни Ландышевка составляло 137 человек.
Согласно данным 1966, 1973 и 1990 годов посёлок Ландышевка находился в составе Токаревского сельсовета.
В 1997 году в посёлке Ландышевка Токаревской волости проживали 21 человек, в 2002 году — 24 человека (русские — 96 %).
В 2007 году в посёлке Ландышевка Советского ГП проживали 19 человек, в 2010 году — 92 человека.

## Усадьба Нобелей
В 1894 г. часть поместья приобрела за 80 тысяч финских марок Эдла Нобель, вдова Людвига Нобеля — старшего брата и делового партнёра Альфреда Нобеля.
Впоследствии Нобели расширили свои владения за счет поместий Лахти, Пикку Кирьола (Малая Кирьола), Агнела. В 1903-04 архитектор Г. Нюстрем возвел новое жилое кирпичное здание с высокой башней, здание конюшни (1910-11) и другие хозяйственные постройки. Устройством сада занимался петербургский парковый архитектор А.Э. Регель. 
До 1917 года семья Нобелей приезжала в Кирьола только летом, затем они обосновались там постоянно. В 1921 году Эдла Нобель уехала в Стокгольм, в поместье остались Георг и Марта Олейниковы (дочь Людвига и Эдлы Нобелей и ее муж). В Ала Кирьола развивалось овцеводство и птицеводство.
В 1940 г. финская армия при отступлении взорвала здания усадьбы (кроме хозпостроек).

## География
Посёлок расположен в западной части района на автодороге 41А-082 (Зеленогорск — Выборг), к северу и смежно с посёлком Ключевое.
Расстояние до административного центра поселения — 4,5 км. 
Расстояние до ближайшей железнодорожной станции Советский — 3 км. 
Посёлок находится на восточном берегу Выборгского залива.

## Демография
| 2007 | 2010 | 2017 | 2021 |
| ---- | ---- | ---- | ---- |
| 19   | ↗92  | ↘42  | ↗132 |

## Улицы
1-й Морской проезд, 1-й Пляжный проезд, 2-й Морской проезд, 2-й Пляжный проезд, 3-й Морской проезд, 4-й Морской проезд, 5-й Морской проезд, 6-й Морской проезд, Балтийский проезд, Береговая, Дачная, Ключевская, Конюшенная, Кувшинный проезд, Лесная, Липовая аллея, Островная, Песчаная, Пирсовый проезд, Полевой переулок, Прибрежная, Придорожная, Приморский тупик, Рыбацкая, Солнечная, Средняя.